# Немачка дога
Данска дога (немачка дога) као пасмина створена је у средњем веку (у Немачкој) као пас-чувар за дворце. Позната је по својој гигантској величини. Велики данац красио је многе дворце у Немачкој и сваки дворац је имао по више дога, данских дога. Проблеми у превођењу створили су од Немачке доге данску. 
Пре око 100 година имала је разне називе од бизмаркове доге, данска дога, тиграста, умлска па све до енглеске доге. Претеча данашње доге су булен баисери (пси који су се борили са биковима), ловачки пси и пси на лов за дивље свиње и медведе. Спој мастифа, енглеског кова, и ирског вучјег хрта учинили су га јаким, окретним и брзим. Постоје разни типови ових дога који су имали различита имена, али 1875. године на скупу у Берлину састављено од судија и одгајивача одлучено је да су разлике између пасмина неважне и да су они потекли од истог претка. Скуп под командом др. Боундиса донео је и одлуку да ће се пасмине ујединити под једним називом - немачка дога. Пасмина је пласирана већ 1880. године под именом које је донето на скупу. На изложби у Берлину такође је представљен стандард доге.
Рекордер за највишег пса икада је велика дога звана Зевс (умро у септембру 2014; стар 5 година), која је мерила 111,8 cm (44,0 in) од шапе до рамена. Највиши живи пас је још једна данска дога по имену Фреди, димензија 103,5 cm (40,7 in).

## Историја

### Порекло
Средином 16. века племство је у многим земљама Европе увозило из Енглеске јаке, дугоноге псе, који су потекли од мелеза енглеских мастифа и ирских вучјих хртова. Они су били хибриди паса различитих величина и фенотипова без формалне расе. Ови пси су се звали Englische Docke или Englische Tocke – касније се написало: Dogge или Englischer Hund у Немачкој. Име је једноставно значило „енглески пас”. Од тада, енглеска реч „дог” је почела да се повезује са молосоидним псом у Немачкој и Француској. Ови пси су узгајани на дворовима немачког племства, независно од енглеских метода, од почетка 17. века.
Пси су коришћени за лов на медведа, вепра и јелена на кнежевским дворовима, а миљеници су остајали ноћу у одајама својих господара. Ови Kammerhunde (коморни пси) били су опремљени китњастим оковратницима и помогли су у заштити уснулих принчева од убица.
У Аустрији и Немачкој молоски пас, сулиотски пас и други увезени су из Грчке и кориштени у 18. веку да би се повећао стас паса за лов на свиње.

### Промена имена
Године 1878, у Берлину је формиран комитет који је променио назив „енглеске доге” (деривати енглеског мастифа) у „немачку догу” (немачки мастиф). Тиме су постављени темељи из којих је раса настала. Током 19. века, пас је био познат као „немачки ловачки гонич“ у земљама енглеског говорног подручја. Неки немачки узгајивачи покушали су да на енглеском тржишту уведу имена „немачки пас“ и „немачки мастиф“, јер су веровали да раса треба да се продаје као луксузни пас, а не као радни пас. Међутим, због растућих тензија између Немачке и других земаља, пас је касније назван „немачком догом“, по grand danois у Буфоновој Природној историји, општој и посебној из 1755. године.

## Општи изглед
Немачка дога при великом снагом огромном и мишићавом телу и опасном изгледу заједно са мирноћом и племенитошћу. Дужина тела код мужјака може бити до 5% већа од висине гребена, а код женки 10%. Висина мужјака је од 80 cm, а женки од 72 cm. Горња граница висине није одређена.
Глава је у споју са телом - правоугаона, уска, маркантна, изражајна, добро развијени надочни углови. Растојање од врха носа до стопа једнако је растојању од стопа до потиљачне кврге. Горње линије њушке и чела морају бити паралелне. Гледано спреда глава мора бити уска, при чему носник долази до изражаја. Њушка треба да је дубока и по могућности правоугаоника. Добро истакнут угао усана, тамно пигментасте усне. Има сјајно обликовану широку вилицу, снажно, здраво и потпуно маказантно зубало (42 зуба). Очи су средње величине, округле, тамне са живахним и мудрим изразом. Код плавих дога дозвољене су нешто светлије очи а код херклина, толершу се светле и очи различитих боја. Длака је веома кратка, густа и сјајна. Немачка дога се одгаја у три боје: жута, тиграста и црна. Постоје и 2 варијетета основних боја: тиграста и харлекин. Тиграсте и жуте доге се могу међусобно парити, али парење две жуте или две тиграсте доге није добар избор јер се добијају непожељне боје. У првом случају добија се бледожута, а у другом случају тамна. Плаве доге се не могу парити ни са једном од ових понуђених раса. 
Уши су високо усађене и уско постављене, осредње, предњи руб ува прелази ниво образа. Купиране уши морају одговарати величини главе. За некупиране псе оштењене 01.011993 сматрају се стандардним. Врат је дуг, сув, мишићав. Добро обликован, непосредно иза главе благо се сужава са засвођеном потиљачном линијом. Усправно ношен. Гребен је обликован горњим рубом лопатица који превазилази кичмени стуб. Леђа су кратка и напета, у приближној равној линији благо падају уназад. Слабине благо заобљене, широке. Сапи широке, веома мишићаве. Реп допире до скочног зглоба. Усађен је високо и широко, а сужава се ка врху. Непожељан је четкаст реп. Грудни кош допире до лактова, добро заоблена и уназад постављена ребра, груди добре ширине, са добро израженим подгрудима. Предње ноге су снажно мишићаве. Плећка је дуга и косо постављена са надлактицом гради угао од 100-110 степени. Лакат лежи у истом правцу са зглобом. Подлактица је снажна, потпуно равна гледано спреда и са стране. Све кости задњих ногу прекривене су мишићима. Дуге су и снажне, а завршавају се “мачјим шапама”. Кретање јој је хармонично, гипко. Осваја простор, лако, еластично, при чему су ноге посматрано спреда и одпозади паралелне.

## Закључак
Немачка дога је елегантан породични пас који је са једне стране добар чувар, а са друге стране веран својој породици коју чува. Веома мишићав елегантних покрета препоручује се и зато код узгајивача држи цену. Препоручује се за децу и није опасан за њих. Насупрот својој величини и агресивног изгледа он је брижан и и незауставан члан вашег дома.